# ديفيد غوردون وايت
ديفيد غوردون وايت (بالإنجليزية: David Gordon White)‏ هو مؤرخ الدين وكاتب أمريكي، ولد في 3 سبتمبر 1953 في بيتسفيلد في الولايات المتحدة.